# 沃夫基夫 (索隆卡市鎮)
49°42′46″N 24°4′25″E / 49.71278°N 24.07361°E
沃夫基夫（羅馬化：Vovkiv）是烏克蘭西部的村莊，隸屬利維夫州的利維夫區。該村面積1.79平方公里，海拔高度314米，2017年人口218，人口密度每平方公里162.57人。